# Stepan Mucha
Stepan Nestorowycz Mucha, ukr. Степан Несторович Муха (ur. 1930 w Pidhorodniem, zm. 1993) – przewodniczący KGB Ukraińskiej SRR (1982–1987).

## Życiorys
Podczas wojny z Niemcami ewakuowany do obwodu stalingradzkiego, później saratowskiego, w 1949 skończył szkołę średnią, w latach 1950–1955 studiował w Zaporoskim Instytucie Inżynierii Rolniczej. Pracował w fabryce mechanicznej w Dniepropetrowsku, sekretarz organizacji komsomolskiej w fabryce, 1955 przyjęty do KPZR, od 1956 I sekretarz rejonowego komitetu Komsomołu w obwodzie dniepropetrowskim, od grudnia 1957 II sekretarz Komitetu Obwodowego Komsomołu w Dniepropetrowsku. Od sierpnia 1958 zastępca kierownika Wydziału Organizacji Komsomolskich KC Komsomołu, od listopada 1959 do czerwca 1961 I sekretarz Komitetu Obwodowego Komsomołu w Czernihowie, 1961–1962 oddelegowany służbowo do Kuby, od stycznia 1963 II sekretarz Komitetu Obwodowego Komunistycznej Partii Ukrainy w Czernihowie, 1963 mianowany porucznikiem rezerwy. Od stycznia 1966 do czerwca 1970 komisarz wojskowy obwodu czernihowskiego, 1970–1971 kierownik wydziału przemysłowo-transportowego Komitetu Obwodowego KPU w Czernihowie, od czerwca 1971 inspektor KC KPU, od 1969 major rezerwy, od 28 kwietnia 1973 funkcjonariusz organów bezpieczeństwa, mianowany pułkownikiem. Od września 1973 zastępca przewodniczącego, od stycznia 1975 I zastępca przewodniczącego, a od 3 czerwca 1982 do 21 maja 1987 przewodniczący KGB Ukraińskiej SRR, od 1975 generał major, a od 1980 generał porucznik. Od 1976 członek KC KPU, od 1982 zastępca członka Biura Politycznego KC KPU. Od 1980 deputowany do Rady Najwyższej Ukraińskiej SRR, później deputowany do Rady Najwyższej ZSRR 11 kadencji.

## Odznaczenia
- Order Czerwonego Sztandaru (1985)
- Order Rewolucji Październikowej (1977)
- Order „Znak Honoru” (trzykrotnie – 1959, 1966 i 1977)